# Forlì
Forlì (dialektem Furlè) je italské město v oblasti Emilia-Romagna, hlavní město provincie Forlì-Cesena. Je to důležité zemědělské centrum ležící podél Via Aemilia na pravém břehu řeky Montone. Ve středověku sídlo významného italského rodu Sforzů.

## Vývoj počtu obyvatel
Počet obyvatel

## Partnerská města
- Aveiro, Portugalsko
- Bourges, Francie
- Peterborough, Spojené království
- Szolnok, Maďarsko
- Płock, Polsko